# Сікора чубата
Сіко́ра чубата (Leptasthenura platensis) — вид горобцеподібних птахів родини горнерових (Furnariidae). Мешкає в Південній Америці.

## Опис
Довжина птаха становить 16 см. Забарвлення переважно сіре, нижня частина тіла світліша, живіт має охристий відтінок. Крила темні, рудувато-коричневі, хвіст довгий, світло-коричневий. Над очима білі "брови". На голові помітний коричневий чуб.

## Поширення і екологія
Чубаті сікори мешкають у північній і центральній Аргентині (від Сальти, Формоси і Коррієнтеса на південь до північного Чубуту), на крайньому півдні Бразилії (південь Ріу-Гранді-ду-Сул), в Уругваї і південному Парагваї. Вони живуть в степах і пампі, у вологих рівнинних тропічних лісах і чагарникових заростях, в сухих чагарникових заростях. Віддають перевагу заростям Vachellia caven, Parkinsonia aculeata і Prosopis caldenia. Зустрічаються на висоті до 1000 м над рівнем моря. Живляться комахами, яких шукають серед рослинності на деревах. Гніздо чашоподібне. розміщується в дуплах дерев або в покинутих дуплах дятлів, можуть також використовувати покинуті гнізда інших птахів. В кладці 4 білих яйця, інкубаційний період триває 14-15 днів.